# Sistema de ríos del patrimonio canadiense

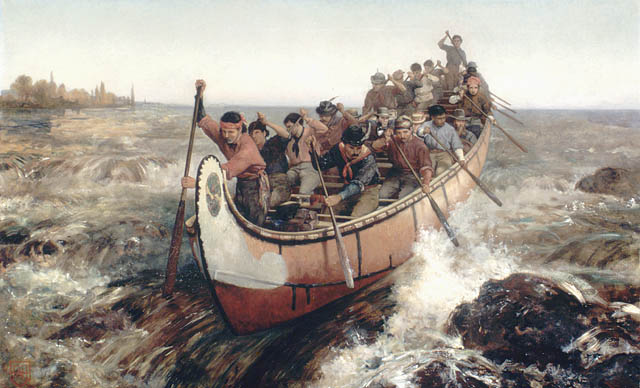
Shooting the Rapids (Quebec)1879 (Quebec). Transporte acuático en Canadá.Pintura artística, Canoas de corteza de abedul, de Frances Anne Hopkins, Lauburu en canoa

El sistema de ríos del patrimonio canadiense (en inglés: Canadian Heritage Rivers System, conocido por sus siglas CHRS) es un sistema de protección del patrimonio natural que fue establecido en 1984 por los gobiernos federal, provincial y territorial para conservar y proteger los mejores ejemplos del patrimonio fluvial de Canadá, para darle el reconocimiento nacional y para animar al público a disfrutar y apreciarlo. Es un programa de cooperación de todos los gobiernos de Canadá, los de las 10 provincias y los tres territorios. Una junta directiva nacional de 15 miembros administra el programa.
El primer río declarado patrimonio canadiense fue el río French, en Ontario, designado en 1986. Hay 38 ríos declarados y 6 propuestos para su declaración por todo Canadá, y cada año se están agregando al sistema más ríos. El objetivo es establecer un sistema que refleje la diversidad de los ambientes fluviales de Canadá y que celebre el papel que los ríos han tenido en la historia y la sociedad de Canadá. El sueño es asegurarse de que estos ríos discurran en el futuro con sus características patrimoniales protegidas para las generaciones venideras.

## Ríos declarados
Los ríos actualmente desclarados como patrimonio de Canadá son los siguientes:
| Año | Fecha     | Denominación                    | Provincia/Territorio      |
| --- | --------- | ------------------------------- | ------------------------- |
| 001 | 1986      | Río French                      | Ontario                   |
| 002 | 1986      | Río Alsek                       | Yukón                     |
| 003 | 1986      | Río Clearwater                  | Alberta · Saskatchewan    |
| 004 | 1987      | Río South Nahanni               | Territorios del Noroeste  |
| 005 | 1987/1998 | Río Bloodvein                   | Manitoba · Ontario        |
| 006 | 1989      | Río Kicking Horse               | Alberta                   |
| 007 | 1989      | Río Saskatchewan Norte          | Alberta · Saskatchewan    |
| 008 | 1989      | Río Athabasca                   | Alberta                   |
| 009 | 1990      | Río Kazan                       | Territorios del Noroeste  |
| 010 | 1990      | Río Thelon                      | Territorios del Noroeste  |
| 011 | 1991      | Río Yukon (Thirty Mile Section) | Yukón                     |
| 012 | 1991      | Río Sainte-Croix                | Nuevo Brunswick /Maine    |
| 013 | 1992      | Río Seal                        | Manitoba                  |
| 014 | 1992      | Río Soper                       | Territorios del Noroeste  |
| 015 | 1993      | Río Arctic Red                  | Territorios del Noroeste  |
| 016 | 1994      | Río Grand                       | Ontario                   |
| 017 | 1996      | Río Boundary Waters             | Ontario                   |
| 018 | 1997      | Río Shelburne                   | Nueva Escocia             |
| 019 | 1997      | Río Hillsborough                | Isla del Príncipe Eduardo |
| 020 | 1998      | Río Bonnet Plume                | Yukón                     |
| 021 | 1998      | Río Margaree                    | Nueva Escocia             |
| 022 | 1998      | Río Mattawa                     | Ontario                   |
| 023 | 1998      | Río Fraser                      | Columbia Británica        |
| 024 | 1999      | Río Humber                      | Ontario                   |
| 025 | 1998      | Alto Río Restigouche            | Nuevo Brunswick           |
| 026 | 2000      | Río Thames                      | Ontario                   |
| 027 | 2000      | Río Rideau Waterway             | Ontario                   |
| 028 | 2000      | Río St. Marys                   | Ontario /Michigan         |
| 029 | 2001      | Río Detroit                     | Ontario/Michigan          |
| 030 | 2001      | Río Main                        | Terranova y Labrador      |
| 031 | 2003      | Río Cowichan                    | Columbia Británica        |
| 032 | 2004      | Río Tatshenshini                | Yukón                     |
| 033 | 2004      | The Three Rivers                | Nuevo Brunswick           |
| 034 | 2004      | Río Missinaibi                  | Ontario                   |
| 035 | 2006      | Río Hayes                       | Manitoba                  |
| 036 | 2006      | Río Bay du Nord                 | Nl                        |
| 037 | 2007      | Río Rojo del Norte              | Manitoba                  |
| 038 | 2013      | Río San Juan                    | Nuevo Brunswick           |

## Ríos propuestos
- Río Churchill - Saskatchewan
- Río Coppermine - Territorio de Nunavut
- Río Ottawa - Ontario (propuesto en 2007)
- Río Adams (Columbia Británica) - Columbia Británica (propuesto en 2008)

- Río Saskatchewan Sur y Río Saskatchewan (2012)